# German Football League 2 2023
Die Saison 2023 der German Football League 2 ist die 41. Saison der GFL2, der zweithöchsten Spielklasse der Sportart American Football in Deutschland.
Die reguläre Saison begann am 27. Mai und endete am 10. September 2023.

## Teams
An der GFL2 nehmen in der Saison 2023 16 Teams teil. Wie in den Vorjahren ist die Liga in die zwei Regionalgruppen Nord und Süd halbiert, die jeweils in zwei Staffeln unterteilt sind. Aus der GFL stiegen zu dieser Saison die Düsseldorf Panther und Frankfurt Universe ab, außerdem stiegen aus der Regionalliga die Münster Blackhawks und Oldenburg Knights in die GFL2 Nord sowie die Pforzheim Wilddogs und Regensburg Phoenix in die GFL2 Süd auf.
In der Gruppe Nord gingen damit folgende Teams an den Start:
Staffel 1
- Düsseldorf Panther (Absteiger aus GFL Nord)
- Lübeck Cougars
- Oldenburg Knights (Aufsteiger aus RL Nord)
- Rostock Griffins

Staffel 2
- Hildesheim Invaders
- Langenfeld Longhorns
- Münster Blackhawks (Aufsteiger aus RL West)
- Solingen Paladins

In der Gruppe Süd waren folgende Teams vertreten:
Staffel 1
- Frankfurt Universe (Absteiger aus GFL Süd)
- Fursty Razorbacks
- Gießen Golden Dragons
- Regensburg Phoenix (Aufsteiger aus RL Süd)

Staffel 2
- Bad Homburg Sentinels
- Kirchdorf Wildcats
- Pforzheim Wilddogs (Aufsteiger aus RL Südwest)
- Stuttgart Scorpions

## Saisonverlauf

### Gruppe Nord

#### Spiele Nord
| GFL2 Nord 2023       | Staffel 1                | Staffel 1                   | Staffel 1                 | Staffel 1                | Staffel 2               | Staffel 2                  | Staffel 2                | Staffel 2                  |
| GFL2 Nord 2023       | DP                       | LC                          | RG                        | OK                       | LL                      | HI                         | SP                       | MB                         |
| -------------------- | ------------------------ | --------------------------- | ------------------------- | ------------------------ | ----------------------- | -------------------------- | ------------------------ | -------------------------- |
| Düsseldorf Panther   |                          | 41:13 14:0,14:6,13:0,0:7    | 46:26 12:13,13:7,21:0,0:6 | 6:8 0:3,0:0,0:2,6:3      | 14:6 7:0,7:0,0:0,0:6    | –                          | –                        | 32:0 7:0,7:0,6:0,12:0      |
| Lübeck Cougars       | 17:40 0:16,3:14,7:0,7:10 |                             | 21:47 7:13,7:8,0:20,7:6   | 43:30 14:7,7:10,13:7,9:6 | –                       | –                          | 34:31 10:7,17:0,7:16,0:8 | 49:42 14:0,0:21,14:14,21:7 |
| Rostock Griffins     | 34:37                    | 49:27 7:0,21:7,7:17,14:3    |                           | 32:14 7:0,6:7,6:7,13:0   | –                       | 45:52 14:6,10:17,6:6,15:23 | 52:20 10:0,7:7,14:6,21:7 | –                          |
| Oldenburg Knights    | 06:47 0:21,0:13,6:13,0:0 | 21:25 7:6,0:6,0:0,14:13     | 17:48 7:14,0:13,0:14,10:7 |                          | 34:21 0:0,0:7,14:7,20:7 | 16:47 0:12,7:14,3:7,6:14   | –                        | –                          |
| Langenfeld Longhorns | –                        | 35:25 7:9,7:0,7:3,14:13     | 14:38 0:3,7:21,7:14,0:0   | –                        |                         | 12:42 0:14,3:14,2:7,7:7    | 17:24 0:0,3:14,0:3,14:7  | 34:0 14:0,13:0,0:0,7:0     |
| Hildesheim Invaders  | 52:17 (?)                | 70:34 15:7,14:13,27:0,14:14 | –                         | –                        | 28:24 0:6,14:8,0:3,14:7 |                            | 43:22 6:20,8:0,0:2,29:0  | 85:14 13:7,37:7,21:0,14:0  |
| Solingen Paladins    | 20:21 6:7,14:7,0:7,0:0   | –                           | –                         | 27:10 14:0,0:3,7:7,6:0   | 12:21 0:7,6:0,3:7,3:7   | 28:56 0:21,7:21,14:0,7:14  |                          | 27:28 6:7,7:7,0:14,14:0    |
| Münster Blackhawks   | –                        | –                           | 06:33 0:7,6:18,0:0,0:8    | 07:90 0:3,0:3,0:3,7:0    | 13:28 7:0,0:7,0:14,6:7  | 15:48 -:-,-:-,-:-,-:-      | 12:70 -:-,-:-,-:-,-:-    |                            |

Quelle: GFL2 Spielplan auf gfl.info

#### Tabelle Nord
| Pl. | Team                 | Sp | S  | N | TD      | Diff. | Punkte | SQ    |
| --- | -------------------- | -- | -- | - | ------- | ----- | ------ | ----- |
| 1   | Hildesheim Invaders  | 10 | 10 | 0 | 523:227 | +296  | 20:00  | 1,000 |
| 2   | Düsseldorf Panther   | 10 | 8  | 2 | 301:182 | +119  | 16:40  | 0,800 |
| 3   | Rostock Griffins     | 10 | 7  | 3 | 404:254 | +150  | 14:60  | 0,700 |
| 4   | Langenfeld Longhorns | 10 | 4  | 6 | 212:230 | 0−18  | 08:12  | 0,400 |
| 5   | Lübeck Cougars       | 10 | 4  | 6 | 288:406 | −118  | 08:12  | 0,400 |
| 6   | Oldenburg Knights    | 10 | 3  | 7 | 165:303 | −138  | 06:14  | 0,300 |
| 7   | Münster Blackhawks   | 10 | 2  | 8 | 137:352 | −215  | 04:16  | 0,200 |
| 8   | Solingen Paladins    | 10 | 2  | 8 | 218:294 | 0−76  | 04:16  | 0,200 |

_ Qualifikation zu Aufstiegs-Play-offs

_ Abstieg in Regionalliga

Quelle: GFL2 Tabellen auf gflstats.info

### Gruppe Süd

#### Spiele Süd
| GFL2 Süd 2023         | Staffel 1                | Staffel 1                 | Staffel 1               | Staffel 1                | Staffel 2                | Staffel 2               | Staffel 2                | Staffel 2              |
| GFL2 Süd 2023         | FU                       | GGD                       | FR                      | RP                       | KW                       | BHS                     | SS                       | PW                     |
| --------------------- | ------------------------ | ------------------------- | ----------------------- | ------------------------ | ------------------------ | ----------------------- | ------------------------ | ---------------------- |
| Frankfurt Universe    |                          | 13:43 0:13,6:6,0:14,7:10  | 21:42 0:14,7:7,7:14,7:7 | 14:31 0:3,0:7,7:7,7:14   | –                        | 21:14 7:0,0:7,0:0,14:7  | –                        | 21:19 14:6,0:0,7:6,0:7 |
| Gießen Golden Dragons | 28:40 7:14,7:14,0:6,14:6 |                           | 16:21 2:7,7:14,0:0,7:0  | 21:47 6:14,8:14,7:7,0:12 | 22:35 10:0,12:21,0:7,0:7 | –                       | 38:0 19:0,12:0,7:0,0:0   | –                      |
| Fursty Razorbacks     | 42:10 14:3,7:7,14:0,7:0  | 49:25 14:12,28:0,0:0,7:13 |                         | 36:27 0:7,14:7,2:7,20:6  | 14:30 0:0,0:16,0:7,14:7  | 14:00 0:0,0:0,0:0,14:0  | –                        | –                      |
| Regensburg Phoenix    | 36:24 6:0,8:11,14:7,8:6  | 51:27 14:7,17:7,6:6,14:7  | 21:19 0:7,14:0,7:0,0:12 |                          | –                        | –                       | 53:00 23:0,20:0,10:0,0:0 | 29:13 7:0,14:7,0:6,8:0 |
| Kirchdorf Wildcats    | 44:34 10:22,7:6,20:0,7:6 | –                         | –                       | 28:27 0:7,13:7,0:6,15:7  |                          | 48:20 14:7,28:7,6:6,0:0 | 47:2 13:2,14:0,20:0,0:0  | 14:80 0:0,7:0,7:0,0:8  |
| Bad Homburg Sentinels | –                        | 0:21 0:7,0:0,0:0,0:14     | –                       | 16:14 0:0,16:8,0:6,0:0   | 0:34 0:7,0:14,0:7,0:6    |                         | 13:22 0:8,13:0,0:0,0:14  | 7:14 0:0,7:7,0:0,0:7   |
| Stuttgart Scorpions   | 14:24 0:10,7:7,7:7,0:0   | –                         | 07:13 0:0,0:7,0:6,7:0   | –                        | 12:68 0:20,9:20,3:21,0:7 | 06:19 0:0,0:13,0:6,6:0  |                          | 13:32 6:6,7:7,0:19,0:0 |
| Pforzheim Wilddogs    | –                        | 14:16 7:0,0:10,0:0,7:6    | 7:18 7:7,0:0,0:8,0:3    | –                        | 19:18 0:2,0:6,6:3,13:7   | 41:14 3:7,10:7,8:0,20:0 | 24:19 6:0,15:6,0:0,3:6   |                        |

Quelle: GFL2 Spielplan auf gfl.info

#### Tabelle Süd
| Pl. | Team                  | Sp | S | N | TD      | Diff. | Punkte | SQ    |
| --- | --------------------- | -- | - | - | ------- | ----- | ------ | ----- |
| 1   | Kirchdorf Wildcats    | 10 | 9 | 1 | 366:163 | +203  | 18:20  | 0,900 |
| 2   | Fursty Razorbacks     | 10 | 8 | 2 | 268:164 | +104  | 16:40  | 0,800 |
| 3   | Regensburg Phoenix    | 10 | 7 | 3 | 336:198 | +138  | 14:60  | 0,700 |
| 4   | Pforzheim Wilddogs    | 10 | 5 | 5 | 191:169 | 0+22  | 10:10  | 0,500 |
| 5   | Gießen Golden Dragons | 10 | 4 | 6 | 257:270 | 0−13  | 08:12  | 0,400 |
| 6   | Frankfurt Universe    | 10 | 4 | 6 | 227:313 | 0−86  | 08:12  | 0,400 |
| 7   | Bad Homburg Sentinels | 10 | 2 | 8 | 103:235 | −132  | 04:16  | 0,200 |
| 8   | Stuttgart Scorpions   | 10 | 1 | 9 | 095:331 | −236  | 02:18  | 0,100 |

_ Qualifikation zu Aufstiegs-Play-offs

_ Abstieg in Regionalliga

Quelle: GFL2 Tabellen auf gflstats.info

### Relegation GFL

#### Nord
Aufgrund des Rückzugs der Cologne Crocodiles aus der GFL vor Saisonbeginn gab es keinen Relegationsteilnehmer aus der GFL Nord.  Somit stiegen die Hildesheim Invaders in die GFL auf.

#### Süd
Die Ravensburg Razorbacks verzichteten auf die Relegationsspiele, wodurch die Kirchdorf Wildcats kampflos als Aufsteiger feststanden.  Später zogen sich dann die Marburg Mercenaries komplett aus der GFL zurück, wodurch das Relegationsspiel obsolet wurde und sowohl Kirchdorf aufstieg als auch Ravensburg in der GFL verblieb.

### Aufstieg in die GFL2

#### Nord
Durch den Rückzug der Cologne Crocodiles aus der GFL Nord, steigt der Meister der GFL2 Nord direkt auf und es gibt keinen Absteiger aus der GFL.  So gibt es einen zusätzlichen freien Platz in der Nordgruppe der GFL2 und alle drei Regionalligameister aus dem Norden steigen ohne Aufstiegsrunde auf.  Dies sind die Hamburg Pioneers aus der Regionalliga Nord, die Cottbus Crayfish aus der Regionalliga Ost und die Bielefeld Bulldogs aus der Regionalliga West.

#### Süd
Der bayerische Meister Landsberg X-PRESS teilte mit, auf die Relegationsspiele zum Aufstieg in die GFL2 zu verzichten. Baden-Württembergischer Meister wurden die Albershausen Crusaders, in der Regionalliga Mitte setzten sich die Montabaur Fighting Farmers ungeschlagen durch.